# Commarin
Commarin é uma comuna francesa na região administrativa da Borgonha-Franco-Condado, no departamento de Côte-d'Or. Estende-se por uma área de 6,39 km². Em 2010 a comuna tinha 127 habitantes (densidade: 19,9 hab./km²).